# Adam Susan
 (février 2021).
Si vous disposez d'ouvrages ou d'articles de référence ou si vous connaissez des sites web de qualité traitant du thème abordé ici, merci de compléter l'article en donnant les références utiles à sa vérifiabilité et en les liant à la section « Notes et références ».
Adam James Susan est un personnage de fiction du comic V pour Vendetta, créé par Alan Moore et David Lloyd. Il est le Commandeur suprême du parti fasciste Feu nordique. Dans l'adaptation cinématographique de 2006, il est renommé Haut-Chancelier Adam Sutler.

## Biographie fictive
De son enfance et de sa jeunesse, nous ne savons rien d'Adam Susan, si ce n'est qu'il fut commissaire. Nous ne savons que sa personnalité au moment où se déroule l'histoire. C'est une personne froide, qui n'aime personne et ne fait montre d'aucun sentiment envers ses semblables et notamment de la population qu'il répugne. Son univers tourne autour du maintien du pouvoir du NorseFire et de l'ordinateur "Le Destin", ordinateur qui a été programmé pour effectuer des opérations analytique très performante, et donc de pouvoir prédire ce qui pourrait ou non arriver. Cette capacité que possède l'ordinateur, fait que Adam Susan le vénère et l'aime, justement à cause de sa froideur mathématique, propre, d'ailleurs, à une machine. "Le Destin " est un dieu dont Adam Susan est le plus fidèle et le seul  adepte. 
Adam Susan est obsédé par le contrôle et le pouvoir, d'ailleurs il dirige tout depuis la salle du "Destin", où il voit sur plusieurs petits écrans ses collaborateurs (le nez, la main, les oreilles, les yeux, la voix). Le seul et unique amour qu'il ressent est pour "Le Destin", ce qui sera pour lui sa perte, déjà préfiguré, par le mot que V a programmé (sans doute) : "Je vous aime", puis par la crise de folie quand il se met à déclarer son amour pour "Le Destin" à haute voix, enfin quand il voit la signature de V sur "le Destin", ultime action qui provoquera sa perte et son assassinat le 9 novembre 1998 par Rosemary, la femme (et veuve) de Derek Almond, ex-dirigeant de la Main tué par V alors qu'il s'apprêtait à le stopper définitivement en ouvrant le feu sur lui.

## Adaptation cinématographique
Dans l'adaptation cinématographique sortie en avril 2006, Adam Susan a été renommé Adam Sutler, et est interprété par John Hurt. Le choix de John Hurt pour ce rôle de dictateur totalitaire peut apparaître à la fois comme un clin d'oeil appuyé et une inversion complète de son rôle de Winston Smith dans l'adaptation du roman 1984 de George Orwell par Michael Radford, sortie de fait en 1984. 1984 fait partie des œuvres dystopiques qui ont influencé Alan Moore et David Lloyd pour créer V pour Vendetta.
Dans le film, il est appelé Adam Sutler, sans doute par analogie avec Adolf Hitler (forte consonance). Il était membre du parti conservateur, puis il s'est présenté comme premier ministre, c'est alors qu'avec Creedy, ils eurent l'idée d'attaquer une école (Ste Mary), une ligne de métro et une station de traitement des eaux -three waters (les trois eaux)- avec une arme bactériologique, Creedy a eu l'idée de le faire afin d'accuser les minorités (musulmans, irlandais, homosexuels, lesbiennes), augmentant la peur et la frénésie des membres de son parti, parallèlement, des recherches expérimentale et médicale furent faites sur des cobayes humains pris de force dans les minorités, afin probablement de créer des individus capables de résister aux bactéries et en même temps de créer un vaccin. Ce dernier étant possédé uniquement par le parti. À la suite de la frénésie et de la haine engendrée envers les minorités par les attentats, son parti monta en puissance, et quand il décida de vendre les vaccins, tous les membres du parti s'enrichirent alors que les gens criaient aux miracles. La popularité de Suttler augmenta et il en profita pour faire emprisonner toutes personnes opposées à son parti,  son pouvoir devint alors incontesté, et un nouveau titre est créé spécialement pour lui, celui de haut-chancelier. Il est décrit donc par V, comme un personnage ambitieux et dénué de scrupule, et on peut voir à la fin un autre trait de caractère : sa couardise, il est en effet peureux et lâche quand vint sa mort.

### Warrior
- Warrior - Mars 1982

### DC Comics
- Vol. I V for Vendetta - Septembre 1988
- Vol. II V for Vendetta - Octobre 1988
- Vol. III V for Vendetta - Novembre 1988
- Vol. IV V for Vendetta - Décembre 1988
- Vol. V V for Vendetta - Décembre 1988
- Vol. VI V for Vendetta - Décembre 1988
- Vol. VII V for Vendetta - Janvier 1989
- Vol. VIII V for Vendetta - Février 1989
- Vol. IX V for Vendetta - Mars 1989
- Vol. X V for Vendetta - Mai 1989

### Intégrales
- États-Unis - Vertigo Comics  (ISBN 978-0-930289-52-2) - 1989
- Royaume-Uni - Titan Books (en)  (ISBN 978-1-85286-291-6) - 1990
- France - Marvel Comics  (ISBN 978-2-8094-0965-9) - 2009